# تکانه ویژه

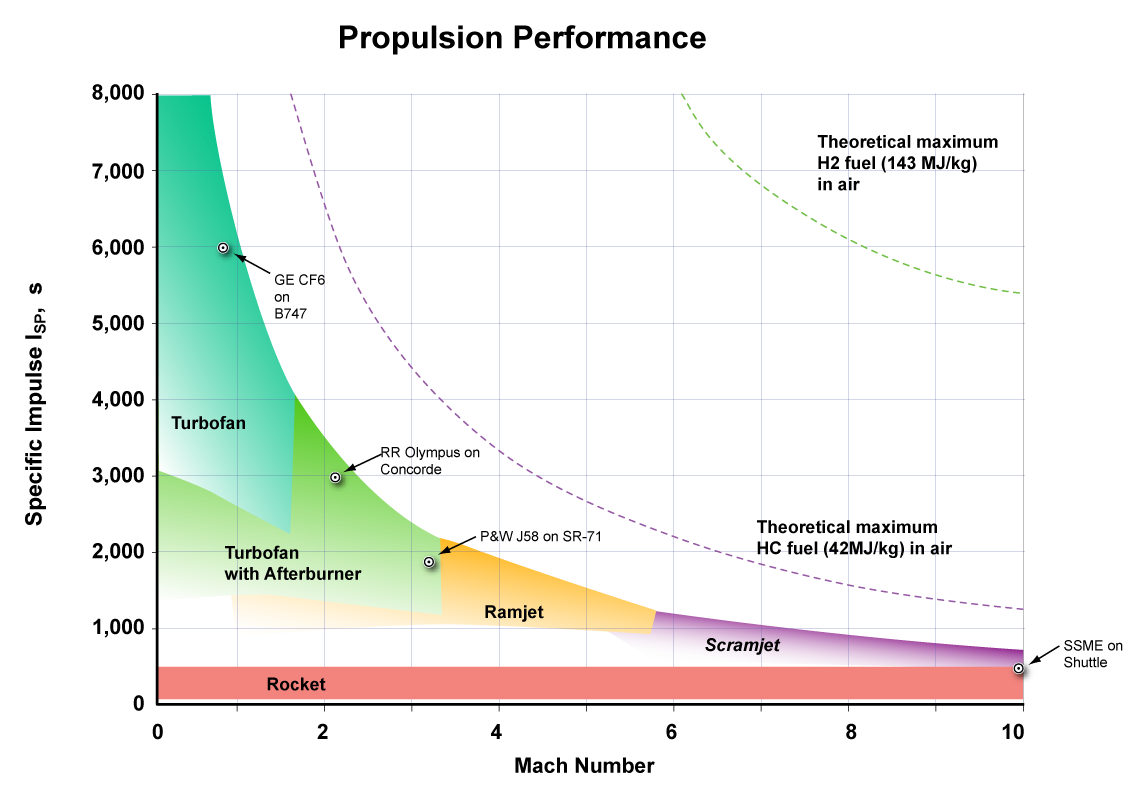
تکانهٔ ویژهٔ موتورهای جت مختلف

تکانه ویژه (به انگلیسی: Specific Impulse) تکانه‌ای است که به ازای سوختن مقدار مشخصی از سوخت به راکت یا موتور جت وارد می‌شود. این مقیاسی برای سنجش سرعت خروجی از موتور موشک است. واحد تکانه ویژه ثانیه است. به طور کلی برای اینکه میزان بهره‌وری موتور جت یا موشک را بسنجند، میزان تکانهٔ ویژه‌ٔ آن را در نظر می‌گیرند.

## رابطه ریاضی
برای بدست آوردن تکانه ویژه می‌توان از دو تساوی متفاوت استفاده کرد.

### روش اول
به طور کلی تکانه برابر است با حاصل ضرب نیرو در مدت زمانی که نیرو وارد شده‌است.
{\displaystyle I\ =\ F.dt\ =\ m.v_{e}.dt}
{\displaystyle I_{sp}\ =\ {\frac {F.dt}{mg.dt}}\ =\ {\frac {m.v_{e}.dt}{mg.dt}}\ =\ {\frac {v_{e}}{g}}}

### روش دوم
روش دوم محاسبهٔ تکانهٔ ویژه استفاده از تراست است. در اینجا تراست بر سرعت خروج مادهٔ سوختی از موتور موشک تقسیم می‌شود.
{\displaystyle I_{sp}\ =\ {\frac {f}{\dot {w}}}}

## طریقهٔ اندازه‌گیری
برای اندازه‌گیری میزان تکانهٔ ویژه می‌توان از روش فرضی زیر استفاده کرد.
راکتی را با طناب به یک نیروسنج متصل کنید. سپس خروجی سوخت موشک را طوری تنظیم کنید تنها بتواند میزانی برابر با ۱ کیلوگرم را بسوزاند. سپس زمانی را که این سوخت می‌تواند به طور متوسط به نیروسنج به اندازهٔ ۱۰ نیوتون نیرو وارد کند را بسنجید. این همان میزان تکانهٔ ویژهٔ این موشک است.